# 臨屯郡

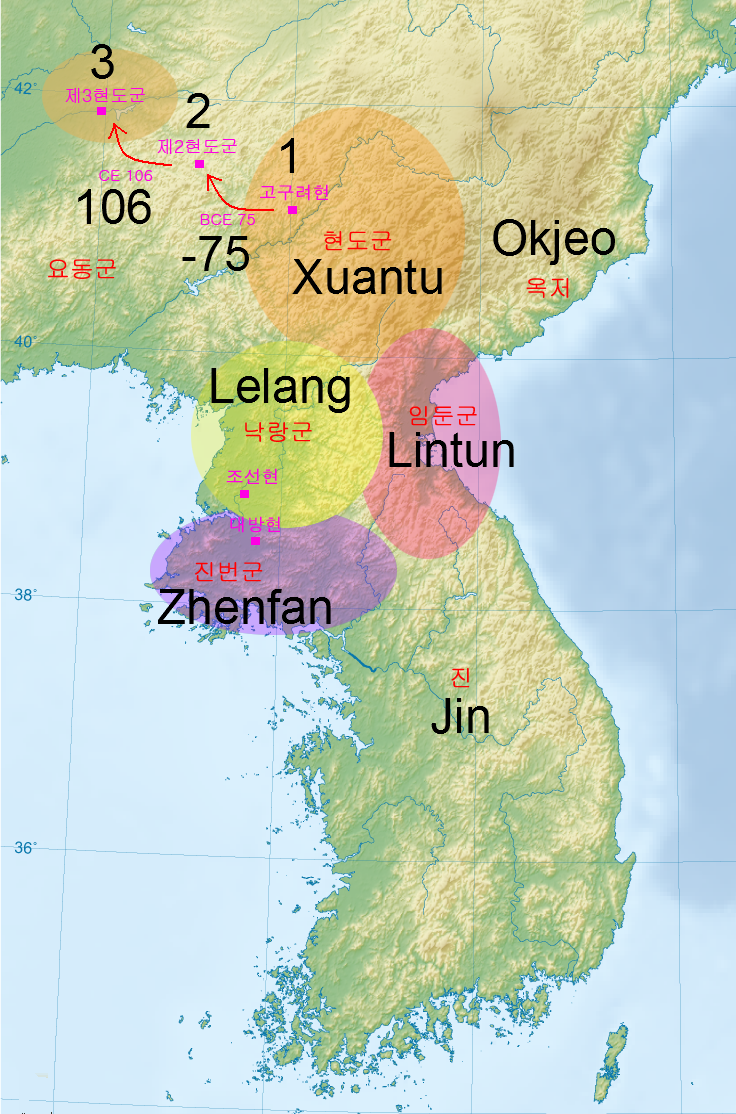
漢四郡

臨屯郡，中國漢代郡名。漢武帝元封三年（前108年）開東夷濊貊置。郡治在東暆縣（今朝鮮江原道元山市一帶）。其境北接玄菟郡，西與樂浪郡、真番郡為鄰，南臨辰韓部落，大致相當於今朝鮮與韓國分治的江原道。屬幽州刺史部。漢昭帝始元五年（前82年）併入樂浪郡。

## 郡名起源
臨屯、真番皆為朝鮮附近的部落名。戰國後期，燕國“嘗略屬真番、朝鮮，為置吏，築鄣塞”。燕國人衛滿建立衛氏朝鮮後，臨屯、真番二部臣服于衛氏朝鮮。“以故（衛）滿得兵威財物，侵降其旁小邑。真番、臨屯，皆來服屬。”臨屯的土著居民即《三國志》魏志中所說的濊。

## 建置沿革
元朔元年（前128年），東濊君以其地降漢，漢武帝在後來的臨屯郡一帶設立了蒼海郡，欲以阻隔朝鮮與匈奴的往來。元朔三年（前126年）即罷。元封三年（前108年），漢武帝滅朝鮮，在沃沮、朝鮮、真番、穢貉各部族之地置玄菟、樂浪、真番、臨屯四郡（韓國學者稱之為漢四郡）。

### 領縣
臨屯郡即臨屯部所居之地，民族以濊人為主。治東暆縣。領十五縣，今可考者有六縣：
| 縣名     | 守尉治所 | 縣治所在地           | 異名 | 備註                       |
| 東暆縣   | 郡治     | 朝鮮江原道元山市     |      | 產鰅魚。                   |
| 不而縣   | 都尉治所 | 朝鮮江原道安邊郡     | 不耐 | 不耐濊所居之地             |
| 蠶台縣   |          | 不詳                 |      |                            |
| 華麗縣   |          | 朝鮮咸鏡南道金野郡   |      |                            |
| 邪頭昧縣 |          | 江原道西北           |      | 原為邪頭國，產鮸魚、魵魚。 |
| 前莫縣   |          | 朝鮮江原道高城郡西南 |      |                            |

此六縣皆在單單大嶺（今朝鮮境內之狼林山脈）以東之濱海地帶，與原屬玄菟郡的夫租縣合稱為嶺東七縣。臨屯郡其餘九縣疑為開辟辰韓之地所置。

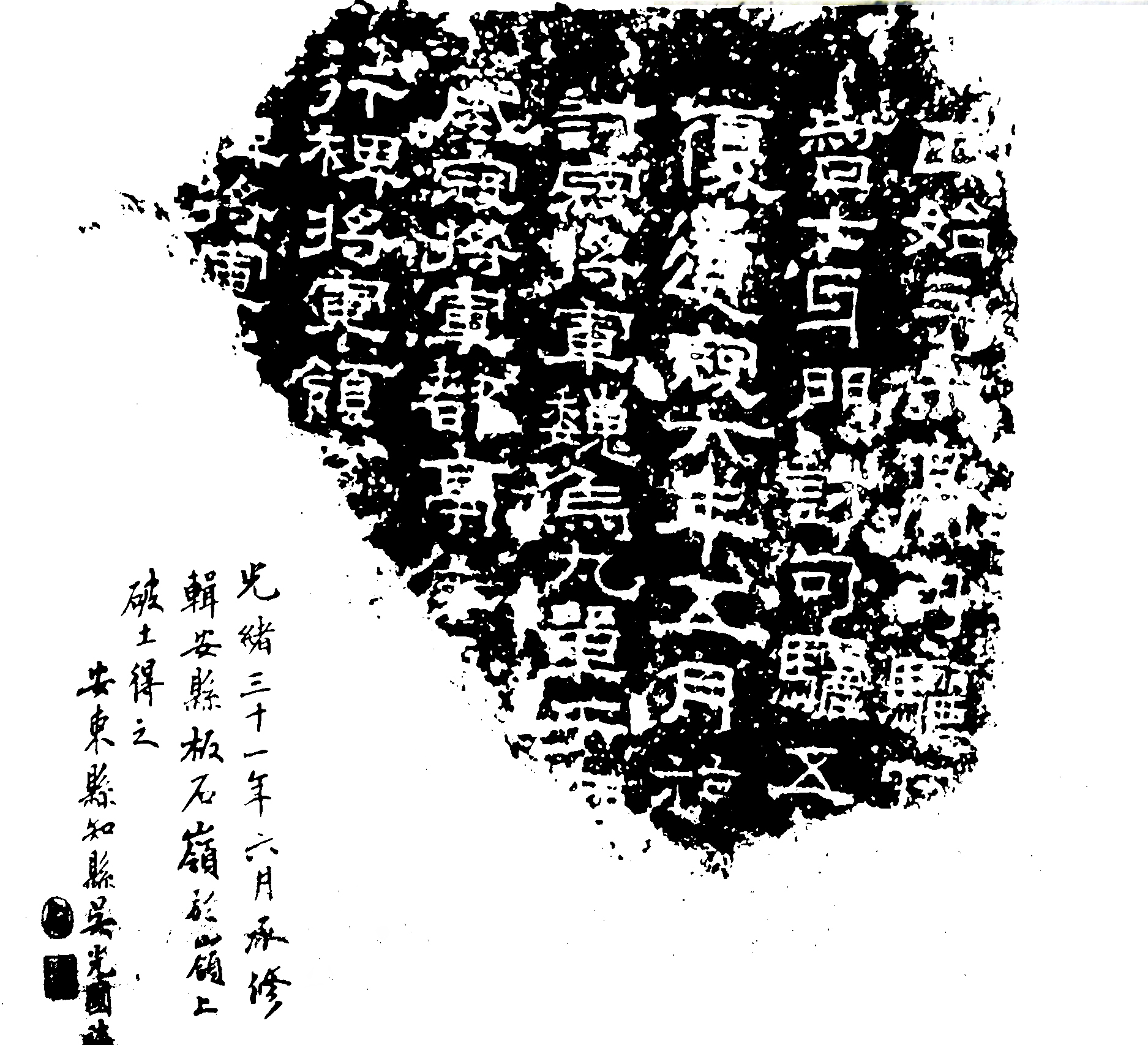
毌丘儉伐高句驪刻石

昭帝始元五年（前82年），罷臨屯、真番二郡，其地併入樂浪郡。置樂浪東部都尉統轄故臨屯郡之屬縣。此後樂浪郡所轄縣目達到二十五個。宣帝神爵四年（前58年），在東暆縣捕到一種海生動物鰅，韓國學者李丙燾認為鰅即海豹，產於今朝鮮元山灣以北海中。東漢光武帝建武六年（30年），樂浪郡“省（東部）都尉官，遂棄嶺東地，悉封其渠帥為縣侯”。東漢放棄了在臨屯郡嶺東故地的直接統治，轉而冊封當地濊貊酋長為縣侯，實行羈縻統治。
魏明帝時，遣司馬懿北征公孫淵，討平遼東。齊王芳正始年間，幽州刺史毌丘儉伐高句驪，樂浪太守劉茂、帶方太守弓遵伐濊貊，“不耐（即漢代之不而）侯等舉邑降”，恢復了西漢時臨屯郡故地，由帶方郡管轄。晉建興元年至二年閒（313年-314年），樂浪郡、帶方郡先後沒入高句麗。此後中原王朝在朝鮮半島的直接統治暫時中斷，直至唐高宗總章元年（668年）滅高句麗。

### 職官
《漢書》藝文志雜賦類有“東暆令延年賦七篇”，可知東暆縣令有名為延年者，其姓失載。

## 爭議
1997年在遼寧省葫蘆島市連山區邰集屯鎮小荒地古城遺址出土了臨屯太守章封泥。有韓國學者據此認爲臨屯郡地望在今葫蘆島市一帶，而否認其位于朝鮮、韓國境內。然而遼西地區在漢代為遼西郡轄地，已是史學界公認的事實。且茂陵書明言臨屯郡治東暆縣，故其地只可能在朝鮮半島。考古發掘者根據出土器物和建築遺蹟，判定小荒地古城遺址為漢代遼西郡徒河縣的縣治所在地。